# Lourdes Gurriel Jr.
Lourdes Yunielki Gurriel (Sancti Spiritus, Cuba, 10 de octubre de 1993), más conocido como Lourdes Gurriel Jr., es un jugador profesional cubano de béisbol que se desempeña en la posición de jardinero izquierdo en Arizona Diamondbacks, equipo de las Grandes Ligas de Béisbol (MLB).

## Carrera
Gurriel Jr. hizo su debut en la MLB con el equipo Toronto Blue Jays, en el cual jugó cinco temporadas (2018-2022), después pasó a Arizona Diamondbacks, donde lleva jugando dos temporadas.